# Nyctimene certans
Nyctimene certans је врста сисара из реда слепих мишева и породице велики љиљци.

## Распрострањење
Врста има станиште у Индонезији и Папуи Новој Гвинеји.<ref name="редлист" /ref>

## Станиште
Врста Nyctimene certans има станиште на копну.

## Угроженост
Ова врста није угрожена, и наведена је као последња брига јер има широко распрострањење.

### Популациони тренд
Популација ове врсте је стабилна, судећи по доступним подацима.